# I Fantastici 4 (film)
I Fantastici 4 (Fantastic Four) è un film del 2005 diretto da Tim Story. 
Basato sull'omonimo gruppo di Marvel Comics, è stato il secondo della serie di film dedicati ai Fantastici Quattro a essere girato: un tentativo precedente, intitolato The Fantastic Four, era un film di serie B prodotto da Roger Corman che alla fine è rimasto inedito. I Fantastici 4 è uscito nelle sale negli Stati Uniti d'America l'8 luglio 2005, mentre in Italia il film è stato distribuito nelle sale il 16 settembre 2005. Nonostante abbia ricevuto recensioni generalmente negative dalla critica, ha incassato oltre 333 milioni di dollari in tutto il mondo ed è stato un successo al botteghino. 
Un sequel, I Fantastici 4 e Silver Surfer, è stato distribuito nel 2007.

## Trama
Quattro amici (Reed Richards, i fratelli Susan e Johnny Storm e Ben Grimm) insieme al dottor Victor Von Doom partono per una missione spaziale a scopo scientifico finanziata da Von Doom. Una volta in orbita però, a causa di un imprevisto, una nube di raggi cosmici li investe modificando il loro DNA. Reed comincia ad avere la capacità di allungarsi, Sue di essere invisibile e creare campi di forza, Johnny di dar fuoco al proprio corpo e Ben diventa una massa di pietra. Quest'ultimo è molto infelice per il suo aspetto fisico, visto che la moglie lo lascia proprio per questo motivo e in più non riesce a tornare alla sua vita sociale come i compagni. Victor sembra che non abbia subito effetti e ha dei problemi con la compagnia che lo finanzia. Più tardi scoprirà che il suo corpo, a poco a poco, sta tramutandosi in metallo e ha il controllo dell'elettricità. Reed, intanto cerca di trovare una cura, Sue cerca di tornare insieme a lui e intanto cerca di evitare che il quartetto attiri l'attenzione, tentando di calmare il fratello che, nel frattempo, si è montato la testa proprio per via dei superpoteri ottenuti. Johnny finisce per abusare dei suoi poteri finendo per dare dei soprannomi a se stesso e ai suoi compagni finendo per insultare Ben in TV. Ben, essendo furioso per gli insulti subiti, decide di suonarle a Johnny per punirlo per la sua stupidità e il gruppo lo raggiunge sul posto. Johnny, invece di rendersi conto di aver esagerato e di chiedere scusa a Ben, lo provoca ulteriormente finendo per malmenarsi con lui davanti a tutti venendo frenati a malapena da Susan. Tuttavia, seppur Johnny abbia esagerato, mette in luce una chiara verità, ovvero che Reed e Susan non sono altro che dei paranoici che, invece di accettare i poteri acquisiti, li vedono come una maledizione invece di un dono e usarli per un fine superiore. Il dolore per la sua condizione fisica porta Ben a troncare i rapporti con Reed e Susan, convinto che l'amico stia perdendo tempo e che non abbia intenzione di aiutarlo. Johnny, per l'ennesima volta, porta Ben all'esasperazione con un modellino di lui che prontamente Ben distrugge e Johnny viene rimproverato ampiamente da Susan in quanto il fratello abbia perso la testa con le sue stupidate e come non si renda conto di quanto Ben soffra per la sua condizione mostruosa. Victor, con un inganno, fa entrare Ben nella macchina per mettere in atto la cura che Reed ha scoperto, ma che non ha potuto utilizzare perché non aveva a disposizione potenza sufficiente. Victor, invece, coi suoi poteri può aumentare la potenza fino al livello necessario e fa tornare Ben alla sua forma normale. Victor, quindi, mostra a Ben che anche lui è stato colpito dalla nube, ma che il suo vero intento non era aiutarlo, bensì amplificare la sua mutazione, e per riuscirci ha usato la macchina che ha curato Ben, ma allo stesso tempo ha amplificato i poteri di Victor rendendolo più potente che mai, Victor afferma che lui è un uomo che, a differenza di Reed, ha saputo prendere in mano il suo destino. Dopo aver rivelato tutto a Ben, lo mette fuori gioco. Reed, che ha visto la scena, cerca di affrontare Victor, che però lo rapisce.
Victor, avendo il volto sfigurato, decide di indossare una maschera di ferro che gli avevano donato per la sua compagnia e così finalmente diventa il malvagio Dottor Destino, dopodiché lancia un missile verso Johnny e cerca di strangolare Susan. A questo punto Ben, che è tornato a essere La Cosa, irrompe e colpisce Victor buttandolo giù dal palazzo. I Fantastici 4 si ricongiungono e sconfiggono Victor, bruciando il suo corpo metallico e facendolo poi raffreddare, tramutandolo in una statua. Finalmente tutti i membri del gruppo hanno accettato i loro poteri, con Ben che nel frattempo si è abituato al suo corpo roccioso anche grazie alla sua nuova relazione con un'artista cieca di nome Alicia Masters, e hanno deciso di essere dei supereroi e proteggere il mondo da numerose minacce. Victor viene portato in Latveria mentre i Fantastici 4 festeggiano.

## Produzione

### Camei
- Il produttore Ralph Winter appare in un piccolo cameo: è l'operaio che compare nella scena finale e che registra la presenza di Destino a bordo del cargo diretto a Latveria.
- Il co-creatore del fumetto Stan Lee interpreta il personaggio di Willie Lumpkin, il postino del quartetto.
- Il noto sciatore estremo e alpino Doug Coombs fa una controfigura.

### Riprese
Il film è stato girato ai Vancouver Film Studios (Canada) dal 23 agosto 2004 al 28 gennaio 2005.

## Colonna sonora
La colonna sonora strumentale del film è stata composta da John Ottman. Le canzoni ispirate e legate al film sono invece raccolte nell'album intitolato Fantastic Four - The Album, distribuito dalla Wind-up Records.

### Tracce
1. Come In, Come On - Velvet Revolver
2. Error Operator - Taking Back Sunday
3. Relax - Chingy
4. What Ever Happened to the Heroes - Joss Stone
5. Waiting (Save Your Life) - Omnisoul
6. Always Come Back to You - Ryan Cabrera
7. Everything Burns - Ben Moody feat. Anastacia
8. New World Symphony - Miri Ben-Ari feat. Pharaohe Monch
9. Die for You (Fantastic Four mix) - Megan McCauley
10. Noots - Sum 41
11. Surrender - Simple Plan
12. I'll Take You Down - T.F.F.
13. On Fire - Lloyd Banks
14. Reverie - Megan McCauley
15. Goodbye to You - Breaking Point
16. Shed My Skin - Alter Bridge
17. In Due Time - Submersed
18. Disposable Sunshine - Loser
19. Now You Know - Miss Eighty 6 feat. Classic
20. Kirikirimai (Fantastic Four remix) - Orange Range

## Distribuzione

### Edizioni home video
Il film è uscito in DVD in Italia il 25 novembre 2005.
Nel 2007 è uscita una versione extended cut contenente venti minuti di scene inedite integrate nella pellicola:
- Il rapporto tra Ben e Alicia è ulteriormente sviluppato e la donna accenna durante una mostra ai burattini soprannaturali del suo patrigno, il Burattinaio;
- appare una versione smontata di H.E.R.B.I.E., il robottino alleato dei Fantastici Quattro nel fumetto originale;
- Reed modella il suo volto a immagine e somiglianza dell'X-Man Wolverine; questa sequenza è stata possibile grazie alla proprietà intellettuale dei diritti di sfruttamento cinematografico degli X-Men da parte della Fox (casa di produzione).
- Johnny tenta di usare i suoi poteri in un bar per sedurre una ragazza che ha già un fidanzato, ma finisce col combinare un disastro e mettersi in ridicolo davanti agli avventori a causa della sua arroganza.

## Accoglienza

### Incassi
Il film era finito al primo posto al botteghino statunitense con 56,1 milioni di dollari da 3.602 sale nel primo fine settimana. Entro la fine del 2005, I Fantastici 4 aveva accumulato un incasso lordo di $ 330,6 milioni, di cui $ 154,7 milioni provenivano dagli Stati Uniti.

### Critica
Il film ha ricevuto recensioni generalmente negative; sull'aggregatore di recensioni Rotten Tomatoes ha ottenuto il 28% dei giudizi professionali positivi, con un voto medio di 4.6 su 10 basato su 213 recensioni, mentre su Metacritic ha un punteggio di 40 su 100 basato su 35 recensioni.
Joe Leydon di Variety ha definito il film "senza pretese" ma anche "selvaggiamente irregolare". James Berardinelli di ReelViews, essendo stato un fan dei fumetti, ha trovato il film deludente dicendo "Questo film è più simile a un adattamento di un fumetto di livello B rispetto alla produzione di serie A che avrebbe dovuto essere". Berardinelli ha elogiato Chiklis per una performance straordinaria nonostante fosse sepolto nel trucco: "I Fantastici 4 ha i suoi lati positivi - ci sono scene individuali che funzionano" e ha detto che ci sono "momenti di sorpresa ed eccitazione... e la produzione finisce per suonare stonata". Owen Gleiberman di Entertainment Weekly ha descritto il film come "come qualcosa rimasto dagli anni '60" e lo ha paragonato sfavorevolmente ad altri film contemporanei come Spider-Man 2 o Batman Begins.
Il film ha guadagnato una rivalutazione più calorosa a causa del fallimento del reboot del 2015.

## Riconoscimenti
- 2005 - Black Movie Award[15]
  - Candidatura come riconoscimento eccezionale per la regia a Tim Story
- 2005 - Golden Schmoes Awards[16]
  - Candidatura come peggior film dell'anno
- 2005 - Teen Choice Awards
  - Candidatura come film dell'estate
- 2006 - Black Reel Awards
  - Candidatura per il miglior regista a Tim Story
- 2006 - Image Awards
  - Candidatura come eccezionale regia in un lungometraggio/film TV a Tim Story
- 2006 - Imagen Awards
  - Candidatura per la miglior attrice a Jessica Alba
- 2006 - Kids' Choice Awards
  - Candidatura per l'attrice cinematografica preferita a Jessica Alba
- 2006 - MTV Movie Awards
  - Candidatura per la miglior performance di gruppo a Jessica Alba, Ioan Gruffudd, Chris Evans e Michael Chiklis
  - Candidatura per il miglior eroe a Jessica Alba
- 2005 - Razzie Awards
  - Candidatura per la peggior attrice protagonista a Jessica Alba
- 2006 - Saturn Award
  - Candidatura per il miglior film di fantascienza
- 2006 - Scream Award
  - Supereroe più sexy a Jessica Alba
  - Candidatura per il miglior supereroe a Chris Evans
- 2006 - Teen Choice Awards
  - Candidatura per la miglior attrice di film d'azione/avventura a Jessica Alba

## Sequel
La 20th Century Fox, casa produttrice della pellicola, visto il tiepido successo del primo film, nel dicembre 2005 avviò le fasi di pre-produzione per il sequel, uscito poi nel 2007, intitolato I Fantastici 4 e Silver Surfer.